# Henri Lauvaux
Gustave Henri Lauvaux (9. oktober 1900 – 1970) var en fransk Atlet som deltog i de olympiske lege 1924 i Paris.
Lauvaux vandt en bronzemedalje under OL 1924 i Paris. Han var med på det franske hold som kom på en tredje plads i disciplinen 10,65 km cross country bagefter Finland og USA. De andre på holdet var Gaston Heuet og Maurice Norland. Lauvaux ble nummer fem i den individuelle konkurrence i den samme disciplin.